# الطريق الأوروبي E35
الطريق الأوروبي E35 هو طريق أوروبي يمتد من أمستردام بهولندا، في شمال غرب أوروبا، إلى روما بإيطاليا في جنوب القارة. الطريق يمر عبر ألمانيا وسويسرا قبل أن يصل إلى إيطاليا.